# Ségura
Ségura település Franciaországban, Ariège megyében. Lakosainak száma 194 fő (2022. január 1.). Ségura Arvigna, Coussa, Gudas, Malléon, Saint-Félix-de-Rieutord és Ventenac községekkel határos.

## Népesség
A település népessége az elmúlt években az alábbi módon változott:
| Lakosok száma | 79   | 91   | 105  | 155  | 178  | 183  | 184  | 187  | 188  | 194  |
|               | 1968 | 1982 | 1990 | 2006 | 2013 | 2015 | 2017 | 2019 | 2020 | 2022 |